# Државни пут 38
Државни пут 38 је пут ИБ реда у западну и јужну Србију, који повеже Макрешане са Белољин. Овај пут се налази у Шумадији и Поморављу.
Пре нове уредбе о категоризацији путева од 2013. године, пут је имао следеће називе: О 18, П 102, П 221б, П 102 и П 222 (пре 2012.) / 163 и 18 (после 2012.).
Постојећи пут је главни пут са само два коловоза. Важећим Просторним планом Републике Србије пут није предвиђен за надоградњу у аутопутом, и очекује се да буде условљен у садашњем стању.

## Траса пута
| \| км \| Место \| Везе \| Коментар \| \| -- \| --------- \| ---- \| -------------------------- \| \| 0 \| Макрешане \| \| Ћићевац, Краљево \| \| 7 \| Крушевац \| \| Ђунис, Делиград \| \| 9 \| Крушевац \| \| Славујево Брдо (Јастребац) \| \| 41 \| Разбојна \| \| Брус, Врњачка Бања \| \| 54 \| Блаце \| \| Куршумлија \| \| 66 \| Белољин \| \| Ниш, Приштина \| |           |      |                            |
| км | Место     | Везе | Коментар                   |
| 0 | Макрешане |      | Ћићевац, Краљево           |
| 7 | Крушевац  |      | Ђунис, Делиград            |
| 9 | Крушевац  |      | Славујево Брдо (Јастребац) |
| 41 | Разбојна  |      | Брус, Врњачка Бања         |
| 54 | Блаце     |      | Куршумлија                 |
| 66 | Белољин   |      | Ниш, Приштина              |